# Amegilla pseudobomboides
Amegilla pseudobomboides är en biart som först beskrevs av Meade-waldo 1914.  Amegilla pseudobomboides ingår i släktet Amegilla och familjen långtungebin. Inga underarter finns listade i Catalogue of Life.